# Квитницкие
Квитницкие (пол. Kwietnicki) — дворянский род.
Ксенофонт Квитницкий в службу вступил в 1790 году; 15.04.1802 г. произведен в корнеты, был в разных походах и сражениях, особо отмечен в битве при Фер-Шампенуазе.  Находясь в чине генерал-лейтенанта 7 февраля 1836 г. получил диплом на потомственное дворянское достоинство.
Последним потомком, сражавшимся за Отечество и проживавшим в России являлся Роман Николаевич Квитницкий (отчество по отчиму).
Польский шляхетский род Квитницких, герба Новина.

## Описание герба
Щит четверочастный. В первой, золотой части, три зелёных бобовых стебля, сопровождаемые лазоревою о восьми лучах звездою. Во второй, серебряной части, в лазоревых латах, обращённая влево рука, держащая лазоревый же, с золотою рукоятью, дугообразный меч. В третьей, червлёной части, серебряный гриф, влево. В четвёртой, лазоревой части, серебряные горы, сопровождаемые золотым, рогами вверх, полумесяцем.
Щит увенчан дворянскими шлемом и короною. Нашлемник: возникающий серебряный гриф, перед которым такой же слоновый хобот. Намёт: справа — зелёный, с золотом, слева — лазоревый, с серебром.